# Sinagoga ortodoxa de Bratislava
La Sinagoga ortodoxa de Bratislava o la Sinagoga ortodoxa en Bratislava (en eslovaco: Ortodoxná synagóga v Bratislave) es la única sinagoga judía en Bratislava, capital de Eslovaquia Fue construida entre el año 1923 y 1926 en la calle Haydukova en el casco antiguo con un estilo cubista, diseñada por el arquitecto judío local Artur Szalatnai.
La sinagoga es un importante ejemplo de la arquitectura religiosa de Eslovaquia del siglo XX y está catalogada como Monumento Cultural Nacional de Eslovaquia. Es una de las únicas cuatro sinagogas activas en Eslovaquia e históricamente una de las tres en Bratislava, las otras dos fueron demolidas en el siglo XX.